# Konpeitó
Konpeitó (japonsky こんぺいとう, 金平糖) je japonská barevná sladkost kulovitého tvaru s různými hrbolky vyrobená z cukru a ochucené vody.

## Etymologie
Vlastní slovo konpeitó vychází z portugalského confeito, což znamená sladkosti.
Podobný druh sladkostí byl v první polovině 16. století dovezen z Portugalska na ostrov Kjúšú, kde si ho místní rychle oblíbili. Až do období Meidži však šlo o pochutiny určené hlavně pro bohaté rodiny, protože cukr byl až do 19. století, kdy posílil obchod s kontinentem, v Japonsku drahý. Zatímco se konpeitó postupně stávaly dostupné pro běžné lidi, vystřídala je u vyšších vrstev čokoláda.

## Výroba
Konpeitó se vyrábí rozmícháním krystalického cukru v malém množství vody, aby vznikla hustá tekutina s konzistencí medu. Potom se do směsi vmíchá mák (dnes často nahrazovaný dalším cukrem) a směs sacharózy. Při stálém pomalém míchání pak směs postupně vytváří hrudky, to už jsou hotové bonbony.
Konpeitó se vyrábějí různých barev, tvarů a také příchutí. Existují například varianty s chutí různých alkoholických nápojů, jako je saké, švestkové víno nebo whisky. Některé jsou barevné nebo mají uprostřed skořici.

## Využití

### Cukr pro vojáky
Původně císařské armáda vybavovala své vojáky sušenými nudlemi s přidaným rýžovým cukrem, aby rychleji doplnili energii, ale postupně byly sladké nudle nahrazeny bonbony. Ty byly nejprve obyčejné bílé, ale to se nesetkalo s nadšením u vojáků vyslaných na Sibiř, kterým bílé hrudky připomínaly led. Proto armáda přistoupila k používání pěti jasně definovaných barev bonbonů: žluté, modré, fialové, růžové a zelené. Barvy se postupně upravovaly a dnes obsahují japonské vojenské balíčky pro nouzová přistání také plechovku konpeitó, přičemž je definováno vyhláškou ministerstva, že každé 150gramové balení vojenských bonbonů má obsahovat 8 bílých, 3 červené, 2 žluté a 2 zelené bonbony.

### Náhražka cukru
Hlavní surovinou pro výrobu těchto bonbónů je krystalový cukr. Proto některé podniky používají konpeitó jako zajímavou náhražku cukru a servírují sladkosti místo cukru k nápojům, nejčastěji k čaji.

### Dárky
Dříve bylo zvyklostí přinášet různé bonbony jako hikimomono (speciální typ dárku rozdávaný během slavností) císařské rodině. Od konce 19. století se mezi klasické bonbony začaly přidávat konpeitó.
Postupně se z nich stal univerzální dárek vhodný pro slavnostní události a v současné době se konpeitó dávají ke svatbě, k narození dítěte, ale také při náboženských obřadech jako modlitební dárky.

### Dětské písničky
Konpeitó se často objevují jako předmět dětských počítacích písniček. Roli zde hrají hlavně jejich pestré barvy a tvary.